# Anna Oesjenina

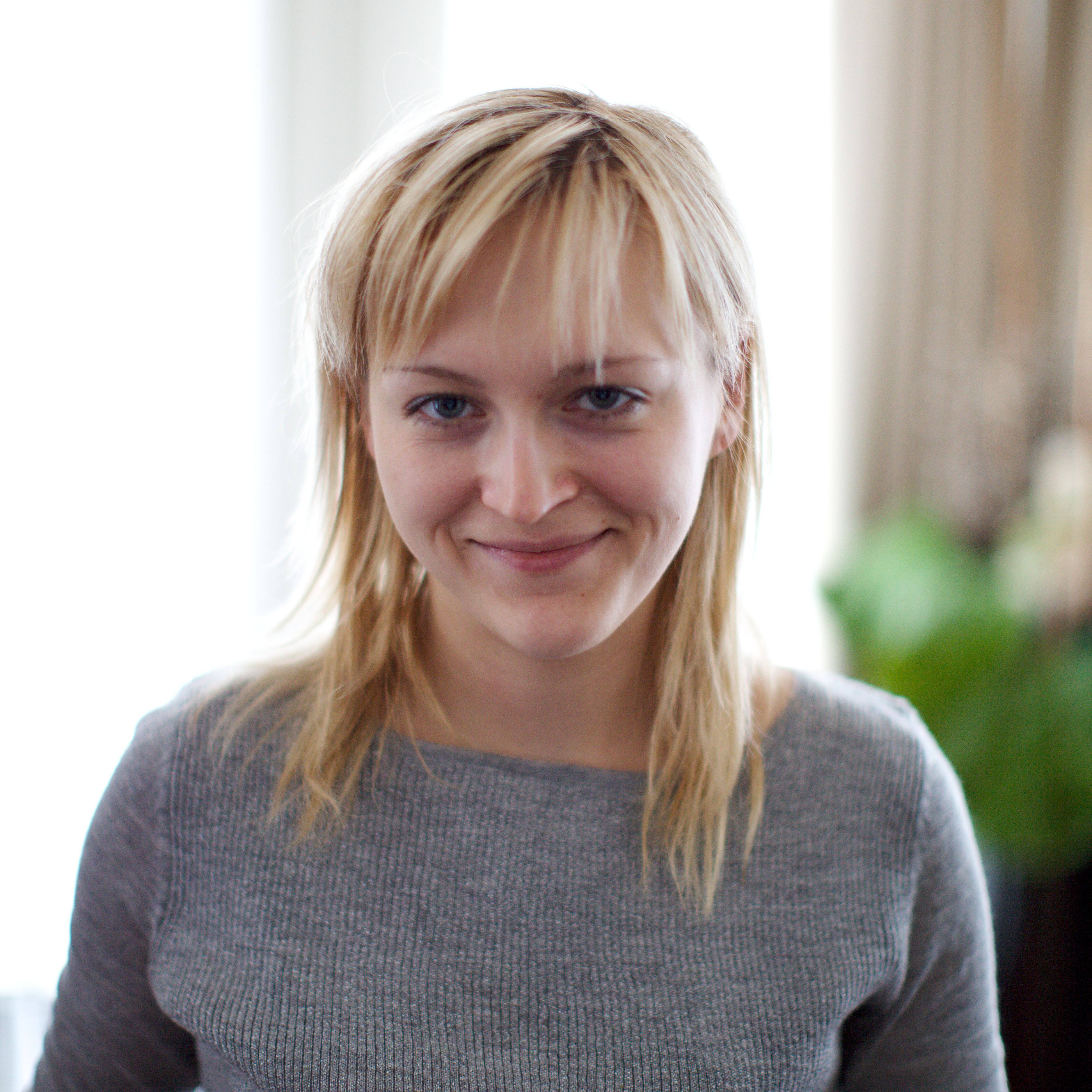
Anna Oesjenina in 2013

Anna Joerijivna Oesjenina (Oekraïens: Анна Юріївна Ушеніна) (Charkov, 30 augustus 1985) is een Oekraïense schaakster. Ze is sinds 2012 een grootmeester (GM). Ze was wereldkampioen schaken bij de vrouwen van november 2012 tot september 2013.
In 2008 eindigde ze als derde bij de vrouwen in het Europees kampioenschap schaken.

## Persoonlijk leven
Ze werd geboren in Charkov, de tweede stad van Oekraïne, en ze woont daar nog steeds. Toen ze zeven was leerde haar moeder haar schilderen, muziek en schaken, ervan overtuigd dat ze intellectuele en creatieve talenten zou gaan ontwikkelen. Op 15-jarige leeftijd werd ze nationaal Oekraïens kampioen in de categorie meisjes tot 20 jaar. Veel van haar vaardigheden op schaakgebied heeft ze zichzelf aangeleerd, met enige hulp van specialisten in Kramatorsk. In haar vrije tijd leest ze detectives en luistert ze naar klassieke muziek en popmuziek.

## Nationale successen
Ze behaalde diverse resultaten bij het nationale Oekraïense kampioenschap voor vrouwen. In 2003 (Mykolajiv) en 2004 (Alushta) eindigde ze resp. als vierde en als vijfde, in mei 2005 (in Alushta) werd ze nationaal kampioene met 7,5 punten uit 9. In 2006 (Odessa) werd ze tweede.
Op toernooien voor mannen en vrouwen heeft ze mannelijke grootmeesters verslagen, zoals Anton Korobov en Oleg Romanishin. In Oekraïne ontving ze de titel Honored Master of Sports.

## Resultaten in teams
In 2002 in Balatonlelle, tijdens de Europese schaakkampioenschappen voor landenteams in de categorie meisjes tot 18 jaar, behaalde het team van Oekraïne de gouden medaille; Oesjenina, spelend aan bord 1, won zilver voor haar individuele resultaten.
Tijdens de Schaakolympiade voor vrouwen in Turijn in 2006, maakte ze onderdeel uit van het winnende Oekraïense team, zonder zelf een partij te verliezen. Oesjenina en haar teamgenoten Natalia Zhukova (eveneens ongeslagen), Kateryna Lahno and Inna Gaponenko scoorden allen tussen 70 en 80%. In 2008, bij de Olympiade in Dresden, behaalden de Oekraïense dames de zilveren medaille.
In 2007, bij het Wereldkampioenschap schaken voor landenteams in Jekaterinenburg, won het Oekraïense vrouwenteam de bronzen medaille en won Oesjenina ook brons voor haar persoonlijke score.
In 2005 en 2007 (in Iraklion) nam ze deel aan het Europese schaakkampioenschap voor landenteams. Haar team behaalde geen eremetaal, maar in 2007 behaalde ze wel een gouden medaille voor haar persoonlijke score: 5 punten uit 7.
In 2016 werd ze met het vrouwenteam van Oekraïne derde op de 42e Schaakolympiade, ze speelde aan het vierde bord.  
Ze is actief in de nationale clubcompetities in Frankrijk, Rusland, Servië, Montenegro en Slovenië.

## Toernooien en titels

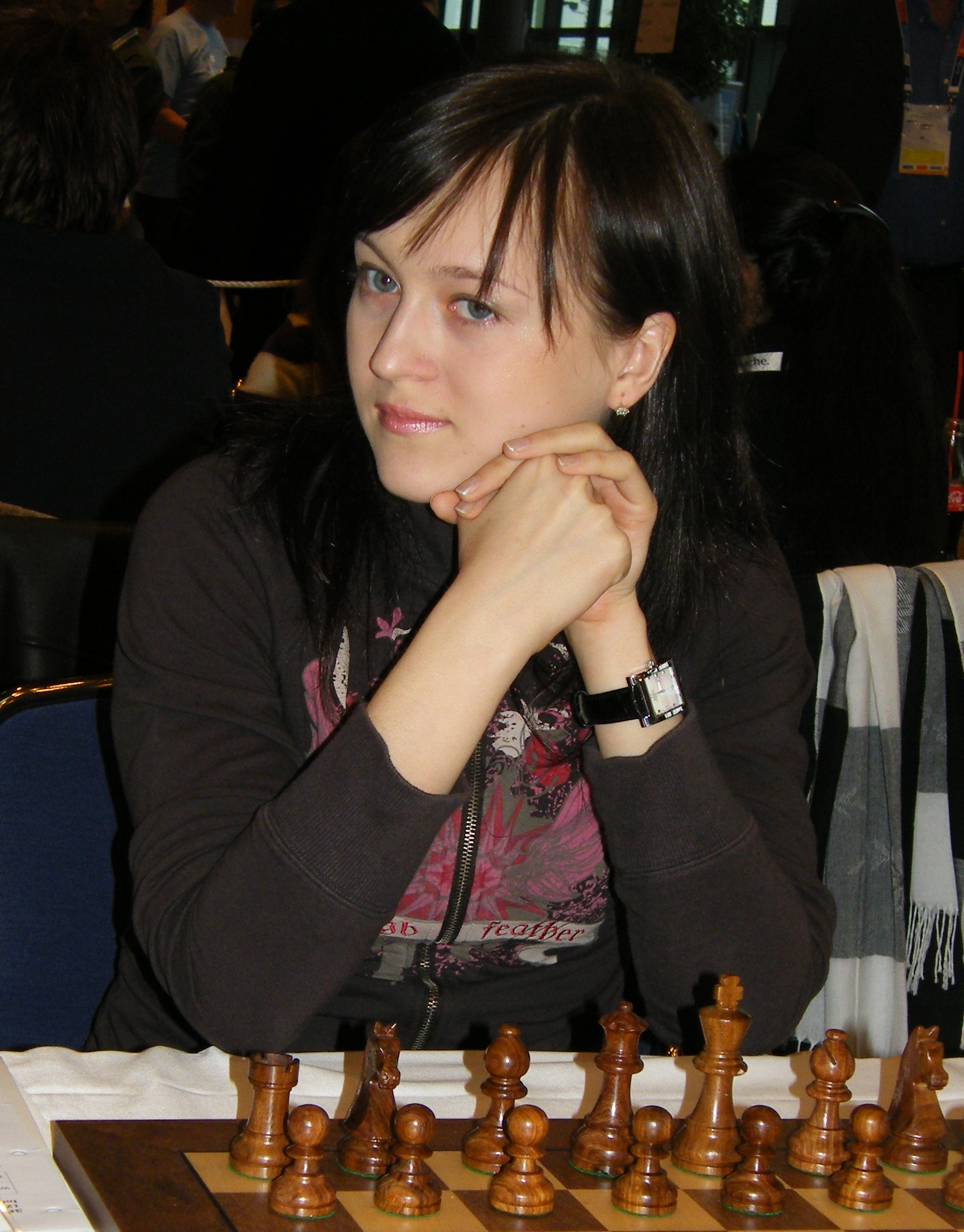
Oesjenina in Dresden in 2008

Succesvolle deelnames aan toernooien in Kiev in 2001 en in Odessa in 2003, leverden Oesjenina de WGM titel op, die ook in 2003 werd toegekend. Met haar resultaten in de Schaakolympiade plus de resultaten in Pardubice en Abu Dhabi (beide 2006) kwalificeerde ze zich voor de IM-titel, die werd toegekend in januari 2007.
In de A2-groep van het Aeroflot Open toernooi (Moskou, 2007) behaalde ze 5 punten in de eerste 7 rondes, waarbij ze de drie mannelijke grootmeesters versloeg. Bij het Europees kampioenschap schaken voor vrouwen (Plovdiv, 2008) veroverde ze een bronzen medaille (tijdens de tie-break voor de zilveren medaille verloor ze van Viktorija Čmilytė). In de C-groep van het Corus-toernooi 2008 in Wijk aan Zee eindigde ze op een van de laatste plaatsen met 4½ punten uit 13, samen met Peng Zhaoqin. Op het Moskou Open toernooi voor vrouwen in 2008 (gehouden parallel aan het Aeroflot toernooi) eindigde ze als tweede (onder Anna Muzychuk, maar boven Natalia Zhukova en Kateryna Lahno). In 2010 won ze de Rector Cup in Kharkov.
In oktober 2008 stond Anna Oesjenina met haar Elo-rating van 2496 op plaats nummer 15 van de wereldranglijst bij de vrouwen.

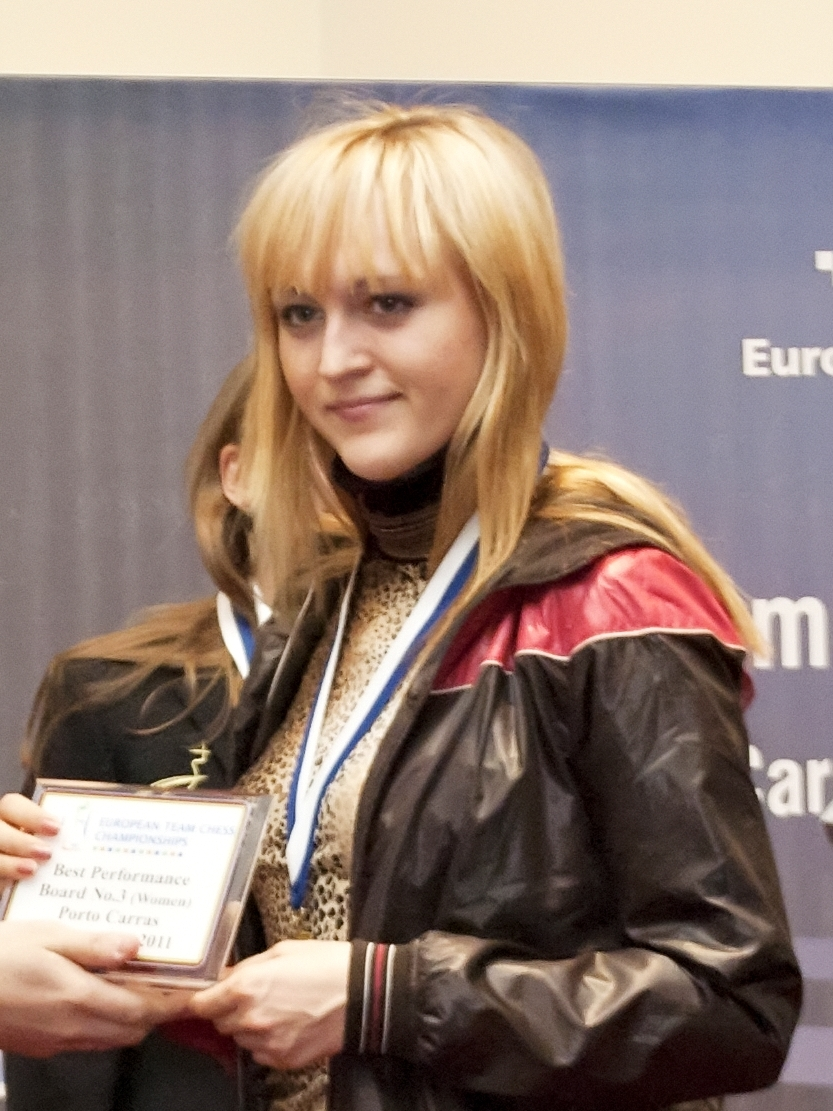
Anna Oesjenina in 2011

## Wereldkampioen bij de vrouwen
In de finale van het wereldkampioenschap schaken bij de vrouwen in 2012, in Chanty-Mansiejsk (Rusland), won ze in de tie-break van de Bulgaarse voormalig wereldkampioene Antoaneta Stefanova en werd daarmee de 14e wereldkampioene schaken. De vorige wereldkampioene was Hou Yifan. Door de wereldtitel te behalen heeft Oesjenina automatisch recht op de titel grootmeester. Ze is de eerste wereldkampioene schaken van Oekraïne.
In september 2013 verloor ze haar titel terug aan Hou Yifan in een match waarin ze geen van de zeven partijen won.